# James Seddon

James A. Seddon

James Alexander Seddon, född 1815, död 1880, var en amerikansk jurist och politiker från Virginia. Han representerade sin hemstat i kongressen 1845-47 och 1849-1851 och var krigsminister i konfederationens regering 1862-1865.
Seddon föddes i en bankirfamilj, studerade juridik vid University of Virginia och blev 1838 advokat i Richmond, Virginia. Politiskt var han en anhängare av John C. Calhoun. Seddon satt två perioder i kongressen som demokrat, men avstod sedan från att ställa upp i omval och blev plantageägare. Under det amerikanska inbördeskriget satt han först i konfederationskongressen där han stödde Jefferson Davis men röstade mot högre skatter. Som krigsminister såg Seddon kriget i stort, utformade mål för ett totalt krig mot nordstaterna och decentraliserade befälsstrukturen. Detta kontrasterade mot Jefferson Davis pedantiska detaljstyre av sydstatsarmén och Seddon lyckades aldrig samordna sina planer med presidenten, som var omgiven av sykofanter, eller förmå sitt eget departement att anamma sitt strategiska tänkande. Seddon avgick som krigsminister på våren 1865. Efter kriget levde han som privatperson. 